# Trematodon minutulus
Trematodon minutulus är en bladmossart som beskrevs av C. Müller och Per Karl Hjalmar Dusén 1896. Trematodon minutulus ingår i släktet tranmossor, och familjen Bruchiaceae. Inga underarter finns listade i Catalogue of Life.